# Soundrive
Soundrive je čtyřkanálový hudební interface pro počítače Sinclair ZX Spectrum. Jeho základem jsou čtyři osmibitové D/A převodníky. Interface existuje v několika verzích. Od verze Soundrive 1.05 je podporována kompatibilita s Covoxem pomocí přepínače, ovšem místo v přecházejících verzích používaných D/A převodníků ve formě integrovaných obvodů začala tato verze používat odporovou síť. Verze 1.51 automaticky provede přepnutí do režimu kompatibilního s Covoxem, pokud spuštěný program nepodporuje Soundrive.

## Technické informace
Soundrive ke své činnosti využívá následující porty:
| desítkově | šestnáctkově | význam          |
| 15        | 0F           | zvukový kanál A |
| 31        | 1F           | zvukový kanál B |
| 79        | 4F           | zvukový kanál C |
| 95        | 5F           | zvukový kanál D |

Verze 1.02, která je založena na dvou obvodech 8255, navíc ještě používá porty 63/3F A 127/7F, pomocí kterých se obvody 8255 konfigurují. V režimu kompatibilním s Covoxem používá verze 1.05 porty 241/F1, 243/F3, 249/F9, 251/FB.